# Pilaitė
Pilaitė seniūnija (litauisk: Pilaitės seniūnija) er en bydel i den nordvestlige udkant af Vilnius, beliggende på højre side af Neris.
Pilaite seniūnija af kvartererne: Dvarykščiai, Padekaniškės, Pilaitė og Varnė.

## Galleri
Tekst mangler, hjælp os med at skrive teksten